# Leeuwarderweg (Sneek)
De Leeuwarderweg is een belangrijke doorgaande weg in de wijk Leeuwarderweg in Sneek.
De weg kreeg zijn naam in 1842 en werd vernoemd naar de stad Leeuwarden, in welke richting de weg vanuit Sneek leidt. De weg was een van de eerste verharde wegen in Friesland en diende ter stimulering en verbetering van het vervoer over de weg. De straat verbindt het Oosterdijk met de Blankendalwei in Scharnegoutum. Buiten de stad is de weg ook bekend als N354.
Later zou de wijk Leeuwarderweg naar de straat worden vernoemd.
Aan de Leeuwarderweg bevindt zich het Sportpark Leeuwarderweg en het Zwettebos.